# HammAli & Navai
HammAli & Navai — російський реп-дует, що складається з Олександра Алієва (HammAli) і Наваї Бакірова (Navai) з Росії. Олександр є уродженцем Баку, Наваї ― уродженець Самари. Є етнічними азербайджанцями.
Олександр Алиев та Наваї Бакіров азербайджанського походження, у наш час проживають в Москві, виконують пісні російською мовою. Їх сингл «Пустите меня на танцпол», випущений 8 березня 2018 року, у мережі YouTube станом на кінець червня 2018 року має більше 26 млн переглядів.

## Творчість
Перша спільна пісня HammAli & Navai «День в календаре» була записана у червні 2016 року. У січні 2017 року випущено пісні «Летать не хочу» та «Любовь-простуда», а менш ніж через місяць — «Ты моя химия», яка увійшла в 20-ку найпопулярніших пісень Росії. Ще через місяць відбулася прем'єра пісні «Память не разрушить», а у квітні 2017 року — «Вместе летать», записаний спільно з азербайджанським реп-виконавцем BahhTee (Бахтіяр Алієв), а у травні — «Привет, ну как ты там вообще?».
У грудні 2017 року відбулася прем'єра треку «Задыхаюсь», а на початку 2018 року було знято відеокліп на пісню «Хочешь, я к тебе приеду». 23 лютого 2018 року в мережі Інтернет відбувся реліз пісні «Ноты».
У березні 2018 року відбулася прем'єра дебютного студійного альбому дуету «Janavi», який містив 9 треків. На підтримку першого альбому, дует HammAli & Navai запланував концертне турне містами Росії, яке тривало з квітня по вересень 2018 року.
У 2020-му і на початку 2021 року артисти продовжували випускати комерційно успішні композиції, але в той же час став простежуватися акцент на сольну творчість. Так у HammAli в кінці 2020 року виходить спільний трек з Марі Краймбері, а Navai встигає записати в 2020 році цілу серію синглів.

## Розпад гурту
4 березня 2021 року в інтерв'ю порталу Popcake виконавці оголосили, що в березні випустять останній альбом у якості дуету, після чого проведуть останній гастрольний тур і будуть продовжувати музичну кар'єру вже сольно. Однак, влітку 2021 року знову продовжили випускати спільні треки.

## Дискографія

### Альбоми
| Рік  | Назва                           | Детальніше                                                                         |
| ---- | ------------------------------- | ---------------------------------------------------------------------------------- |
| 2018 | «JANAVI»                        | - Реліз: 9 березня 2018 року - Формат: цифровий - Лейбл: JANAVI rec. / Siyah Music |
| 2018 | «JANAVI: Аутотомия»             | - Реліз: 26 листопада 2018 - Формат: цифровий - Лейбл: Zhara Music                 |
| 2021 | «Когда хорошему человеку плохо» | - Реліз: 2 квітня 2021 - Формат: цифровий - Лейбл: Atlantic Records                |

#### Сольний альбом
| Рік  | Назва       | Детальніше                                                          |
| ---- | ----------- | ------------------------------------------------------------------- |
| 2020 | «Три песни» | - Реліз: 2 жовтня 2020 року - Формат: цифровий - Лейбл: Zhara Music |

### Сінгли
- 2016 — «День в календаре»
- 2017 — «Летать не хочу»
- 2017 — «Любовь-простуда»
- 2017 — «Ты моя химия»
- 2017 — «Память не разрушить»
- 2017 — «Вместе летать» (feat. Bahh Tee)
- 2017 — «Привет, ну как ты там вообще?»
- 2017 — «Фары-Туманы»
- 2017 — «Закрываю глаза» (feat. Джоззи)
- 2018 — «Ноты»
- 2018 — «Хочешь, я к тебе приеду»
- 2018 — «Цветок»
- 2018 — «Пустите меня на танцпол»
- 2018 — «Мама»
- 2019 — «Как тебя забыть»
- 2019 — «Девочка — война»
- 2019 — «Без тебя я не я» (feat. JONY)
- 2019 — «Прятки»
- 2019 — «Я закохався» (feat. Міша Марвін)
- 2020 — «Не люби меня»
- 2020 — «Где ты была?»
- 2020 — «Жить, не думая о тебе» (feat. Bahh Tee)
- 2020 — «Ну почему?» (feat. Emin)
- 2020 — «А если это любовь?»
- 2020 — «Девочка танцуй» (cover Artik & Asti)
- 2021 — «Птичка»
- 2021 — «У окна»
- 2021 — «Последний поцелуй» (совместно с Руки Вверх)
- 2021 — «Бриллианты VVS» (совместно с Slava Marlow)
- 2021 — «Боже как завидую»  (совместно с Jah Khalib)
- 2021 — «Она хочет быть моделью»  (совместно с Macan'ом)

#### Сольні сінгли
- 2019 — «Ни приму и даром» (Navai feat. Bahh Tee)
- 2019 — «Любимая песня» (HammAli feat. Loc-Dog)
- 2020 — «Эгоист» - Navai
- 2020 — «На что мы тратим жизнь?» - HammAli
- 2020 — «Медляк» (HammAli feat. Марі Краймбрері)
- 2020 — «Просто разговор» (HammAli feat. Loc-Dog)
- 2020 — «Зачем ты врёшь?» — Navai
- 2020 — «Чёрный мерен» — Navai
- 2020 — «Милая моя» (Navai при уч. Эллаи)
- 2021 — «Наверно ты меня не помнишь» (HammAli при уч. JONY)

#### Участь на альбомах інших виконавців
- JONY — «Список твоих мыслей» («Без тебя я не я»)
- Єгор Крід — «58» («Мне всё Монро»)
- Hann & Navai — «Hann» («Магнит»)
- Bahh Tee & Navai — «10 лет спустя» («Не читайте переписки»), HammAli & Navai («Жить, не думая о тебе»)
- The Limba & Andro & Navai — «Anima» («Никаких эмоций»)

### Відеокліпи
| Кліп                       | Рік випуску |
| -------------------------- | ----------- |
| Вместе летать              | 2017        |
| Хочешь, я к тебе приеду    | 2018        |
| Пустите меня на танцпол    | 2018        |
| Девочка — война            | 2019        |
| А если это любовь?         | 2020        |
| Сольно                     | Рік випуску |
| Эгоист                     | 2020        |
| Наверно ты меня не помнишь | 2021        |

## Премії і номінації
| Рік  | Премія             | Номинация      | Результат | Джерело |
| ---- | ------------------ | -------------- | --------- | ------- |
| 2019 | Премія RU.TV       | Потужний старт | Номінація | [ 6 ]   |
| 2020 | Новое Радио Awards | Краща група    | Перемога  | [ 7 ]   |